# Eualus suckleyi
Eualus suckleyi är en kräftdjursart som först beskrevs av William Stimpson 1864.  Eualus suckleyi ingår i släktet Eualus och familjen Hippolytidae. Inga underarter finns listade i Catalogue of Life.